# Eparchie sajanská
Eparchie Sajansk je eparchie ruské pravoslavné církve nacházející se v Rusku.

## Území a titul biskupa
Zahrnuje správní hranice území Balaganského, Ziminského, Kujtunského, Nižněudinského, Tajšetského, Tulunského a Čunského rajónu Irkutské oblasti.
Eparchiálnímu biskupovi náleží titul biskup sajanský a nižněudinský.

## Historie
Eparchie byla zřízena rozhodnutím Svatého synodu dne 5. října 2011 oddělením území z irkutské eparchie. O den později se stala součástí nově vzniklé irkutské metropole.
Prvním eparchiálním biskupem se stal igumen Alexij (Muljar), duchovní magadanské eparchie.

## Seznam biskupů
- 2011–2013 Vadim (Lazebnyj), dočasný administrátor
- od 2013 Alexij (Muljar)